# Алконост
Алконост (на руски: Алконо̀ст) е митично същество от руския фолклор.
Представяна е като голяма птица с женска глава и ръце. Името „Алконост“ идва от староруското „алкионъ есть птица“, изглежда в резултат от грешка в превода на „Шестоднев“ на Йоан Екзарх, и се свързва с древногръцкия мит за Алкиона, превърната от боговете в рибарче. Алконост се появява за пръв път в миниатюра от XII век и през следващите столетия присъства в различни руски текстове и картини. Легендите за Алконост често се свързват с тези за друга митична птица – Сирин.